# 上野統括センター
上野統括センター（うえのとうかつセンター）は、東日本旅客鉄道（JR東日本）首都圏本部の駅・運転士・車掌を所管する組織である。
2024年10月1日に上野営業統括センター、上野運輸区を統合して発足し、2025年3月15日に上野統括センター、田端統括センターの一部、北千住営業統括センターの一部を更に統合する。

## 所管

### 駅
- 上野駅 - 所長所在駅
- 御徒町駅★
- 鶯谷駅★
- 日暮里駅
- 西日暮里駅★
- 田端駅
- 尾久駅
- 三河島駅
- 南千住駅★
- 北千住駅

★: JR東日本ステーションサービスに業務委託

### 乗務ユニット

#### 上野乗務ユニット
- 上野駅構内に設置（旧上野運輸区）
- 担当線区（運転士）
  - 常磐線（東京～勝田）
  - 宇都宮線（東京～宇都宮）
  - 高崎線（東京～籠原）
  - 東海道線（東京〜品川）※常磐線、宇都宮線、高崎線からの直通列車（上野東京ライン）のみ
  - 湘南新宿ライン（新宿～宇都宮・高崎）
  - 武蔵野線（西船橋～府中本町）
  - 武蔵野貨物線（武蔵浦和、西浦和～大宮、府中本町～鶴見）
  - 京葉線（新習志野～西船橋）※OM検査入場のみ

- 担当線区（車掌）
  - 常磐線（東京～勝田）
  - 宇都宮線（東京～宇都宮）
  - 高崎線（東京～高崎）
  - 東海道線（東京〜品川）※常磐線、宇都宮線、高崎線からの直通列車（上野東京ライン）のみ
  - 湘南新宿ライン（新宿～宇都宮・高崎）
  - 総武本線（金町〜新小岩操）
  - 武蔵野線（西船橋～府中本町）
  - 京葉線（東京〜西船橋）
  - 中央本線（国立〜高尾）
  - 武蔵野貨物線（武蔵浦和、西浦和～大宮、北小金、馬橋〜南流山、新小平〜国立、府中本町～鶴見）
  - 東海道本線（鶴見〜大船）
  - 横須賀線（大船〜鎌倉）

#### 田端乗務ユニット
- 田端駅近傍に設置（旧田端運転所→田端統括センター田端オフィス）
- 担当（運転士）
  - TRAIN SUITE 四季島
  - カシオペア紀行
  - その他工事用臨時列車・配給列車

## 歴史
- 2022年7月1日 - 上野営業統括センター（上野駅）が発足。
- 2023年6月1日 - 北千住営業統括センター（北千住、三河島、金町各駅の統合）、田端統括センター（田端、日暮里、王子、尾久各駅、田端運転所の統合）が発足。田端運転所を廃止する。
- 2024年10月1日 - 上野営業統括センター、上野運輸区を統合して上野統括センターが発足。上野営業統括センター、上野運輸区を廃止する。
- 2025年3月15日 - 上野統括センターに、田端統括センターの一部（田端、日暮里、尾久、田端オフィス）、北千住営業統括センターの一部（三河島、北千住）を更に統合し、田端統括センター、北千住営業統括センターを廃止する。

| スタブアイコン | サブスタブ | この項目は、まだ閲覧者の調べものの参照としては役立たない、鉄道に関連した書きかけの項目です。この項目を加筆・訂正などしてくださる協力者を求めています（P:鉄道/PJ:鉄道）。 |